# Pandelis Prevelakis
Pandelis Prevelakis (Retimo, 18 febbraio 1909 – Ekali, 15 marzo 1986) è stato un romanziere, poeta e drammaturgo greco.

## Biografia
Pandelis Prevelakis è uno dei principali scrittori greci di prosa della Generazione degli anni '30. La maggior parte delle sue opere sono ambientate a Creta.
Prevelakis ha studiato filologia a Parigi e a Salonicco.
Dal 1930 circa è stato amico e agente del romanziere e poeta Nikos Kazantzakis del quale scrisse una biografia.
Nel 1938 ha pubblicato quella che probabilmente è la sua opera più nota, Il racconto di una città o La cronaca di una città (Το χρονικό μιας Πολιτείας, 1937), una rappresentazione nostalgica di Retimo dal 1898 al 1924.
Dal 1939 al 1975 è stato professore di Storia dell'arte presso l'Accademia delle Arti di Atene. Nel 1939 ha pubblicato un racconto storico, La morte dei Medici.
Dopo la Seconda guerra mondiale venne pubblicato il suo Miserabile Creta: cronaca dell'insurrezione del 1866 (1945), al quale fece seguito la trilogia Il cretese (1948-1950) (edizione riveduta nel 1965), che tratta gli eventi tra il 1866 e il 1910 e introduce personaggi storici come Venizelos. Nel 1959 pubblicò Il sole della morte, che narra le vicende di un ragazzo fa i conti con la mortalità umana.
Prevelakis scrisse anche quattro opere teatrali, tutte di genere storico.
Prevelakes morì a Ekali, in Attica, il 15 marzo 1986. La sua tomba si trova a Retimo, in un cimitero vicino alla cima della collina. Una sua statua è collocata di fronte al municipio di Retimo.

## Traduzioni
- Le soleil de la mort (1997)
- The Cretan, tr. A. Rick, P. Mackridge (1991)
- The Tale of a Town, tr. K. Johnstone (1976)
- The Sun of Death, tr. Philip Sherrard (1965)